# Gare de Vannes
Gare de Vannes vasútállomás Franciaországban, Vannes településen.

## Vasútvonalak
Az állomást az alábbi vasútvonalak érintik:
- Savenay–Landerneau-vasútvonal

## Kapcsolódó állomások
A vasútállomáshoz az alábbi állomások vannak a legközelebb:
- Gare Sainte-Anne (Gare de Landerneau, Savenay–Landerneau-vasútvonal)
- Gare de Questembert (Gare de Savenay, Savenay–Landerneau-vasútvonal)